# Мађано (Сијена)
Мађано је насеље у Италији у округу Сијена, региону Тоскана.
Према процени из 2011. у насељу је живело 46 становника. Насеље се налази на надморској висини од 308 м.